# دوار الشمس ضيق الأوراق
دوار الشمس ضيق الأوراق نوع نباتي يتبع جنس دوار الشمس من الفصيلة النجمية.

## البيئة والانتشار
ينتشر في معظم مناطق النصف الشرقي للولايات المتحدة.